# 天主教蒂沃利教區
天主教蒂沃利教區（拉丁語：Dioecesis Tiburtina），是義大利一個天主教教區。直屬聖座（羅馬教省）。
教區管轄羅馬省三十六市、羅馬市聖維托里諾區及列蒂省三市。2010年有教友177,000人，佔總人口96.0%。有八十二個堂區、司鐸119名。現任教區主教為毛祿·帕爾梅賈尼。

## 歷史
教區傳統上被認為是宗徒時代就已經開教，但第一位有文獻記載的主教出現於366年。教宗辛普利修和教宗若望九世都在此出身。